# Mercato telematico azionario
Il mercato telematico azionario o MTA è il comparto del mercato di Borsa Italiana S.p.A. in cui vengono negoziati, per imprese con capitalizzazione medio-grande, diritti d'opzione, obbligazioni convertibili, warrants e azioni o quote di OICR quotati in borsa valori.

## Indici
In seguito alla fusione tra Borsa italiana e la Borsa di Londra e l'introduzione degli indici FTSE è stata rivista (a giugno 2010) la segmentazione del mercato telematico azionario, suddividendolo in 3 classi in base ai criteri di capitalizzazione e liquidità dei titoli:
- Large cap (o blue chip), comprendente le prime 40 imprese con maggiore capitalizzazione e flottante. Indice relativo: FTSE MIB.
- Mid cap, comprendente le successive 60 imprese per capitalizzazione e flottante. Indice relativo: FTSE Italia Mid Cap.
- Small cap, comprendente le altre imprese non facenti parte delle prime cento imprese, che superano i criteri di liquidità. Indice relativo: FTSE Italia Small Cap.

L'aggregazione dei tre indici costituisce l'indice FTSE Italia All-Share.
Anche i titoli residuali non appartenenti ad alcuno dei tre indici sono comunque quotati sull'MTA. Fino al 17 giugno 2016 esisteva anche la classe residuale micro cap (con indice relativo FTSE Italia Micro Cap), che comprendeva le altre imprese non facenti parte dei precedenti gruppi, che non superavano i criteri di liquidità. Inoltre permane il segmento STAR (con indice relativo FTSE Italia STAR), che comprende le imprese che rispondono a particolari criteri di trasparenza, governance e liquidità (con capitalizzazione tra i 40 milioni di euro e i 1000 milioni di euro). Fino all'8 luglio 2016 esisteva infine anche il segmento MTA International che era dedicato alle contrattazioni dei titoli azionari di imprese già quotate in borse dell'Unione europea; dall'11 luglio 2016 è stato sostituito dal Global Equity Market, segmento del nuovo mercato Borsa Italiana Equity MTF che ha debuttato con 66 titoli: i 36 sinora quotati più altri 30.
La suddivisione per classi di capitalizzazione e liquidità è attribuita dalla FTSE Group, mentre l'assegnazione degli strumenti finanziari al segmento STAR è attribuita dalla Borsa Italiana S.p.A.
La negoziazione di tutti i titoli avviene nelle stesse fasi d'asta e orario di negoziazione, alle quali possono essere ammessi solo determinati operatori, come i soggetti che svolgono in via esclusiva attività di negoziazione per proprio conto (i cosiddetti Locals), le banche nazionali, gli intermediari finanziari iscritti nell'elenco del Testo unico bancario all'art. 107, gli agenti di cambio regolarmente iscritti al ruolo e le imprese d'investimento nazionali, comunitarie ed extracomunitarie, tutti autorizzati alla negoziazione per conto proprio o per conto di terzi.

## Requisiti per l'emittente
I requisiti per essere ammessi al mercato telematico azionario sono:
- Pubblicazione e deposito degli ultimi 3 esercizi.
- Ultimo bilancio sottoposto a revisione contabile con giudizio finale non negativo presso una società di revisione autorizzata.
- L'impresa deve essere in grado di generare ricavi autonomamente e di realizzare i suoi obiettivi economici e finanziari, inoltre l'attivo e i ricavi non devono essere per la maggior parte rappresentati da partecipazioni in altre società.
- L'eventuale rating, se pubblico e attribuito da un'agenzia di rating indipendente nei 12 mesi precedenti la domanda di ammissione, va comunicato a Borsa Italiana.
- Istituzione di un codice di comportamento che disciplini gli obblighi informativi della società, le operazioni rilevanti e l'accesso. L'adesione a questo codice è facoltativa, ma le società hanno l'obbligo di dichiarare se vi aderiscono o meno.
- Nomina di uno sponsor. Nel caso di quotazione di azioni lo sponsor deve supportare la società per almeno un anno dall'inizio delle negoziazioni. In caso di quotazione di altri strumenti finanziari lo sponsor supporta la società fino alla data d'inizio della quotazione. Lo sponsor non può appartenere allo stesso gruppo dell'emittente, viene invece nominato un secondo sponsor se lo sponsor detiene una partecipazione dell'emittente maggiore al 10% del capitale sociale (e viceversa), se i rapporti creditizi tra sponsor (o gruppo di appartenenza) e emittente (o gruppo di appartenenza) sono superiori al 33% dell'indebitamento complessivo del gruppo a cui appartiene l'emittente.

## Requisiti per le azioni
- Capitalizzazione pari o superiore a 40 milioni di euro, o inferiore se Borsa Italiana ritiene possa formarsi un mercato sufficiente.
- Flottante pari o superiore al 25% (35% per il segmento STAR) del capitale, o inferiore se Borsa Italiana ritiene soddisfatte le regole di funzionamento del mercato.

Possono essere ammesse azioni senza diritto di voto (azioni di risparmio) solo da emittenti aventi azioni con diritto di voto già quotate o oggetto di procedimento di quotazione.

## Requisiti per le obbligazioni convertibili
- Azioni quotate in un mercato regolamentato o soggette a provvedimento di ammissione e rispondenti ai requisiti relativi all'ammissione delle azioni.
- Prestito residuo pari o superiore a 5 milioni di euro, o inferiore se borsa italiana lo ritiene sufficiente.
- Adeguata diffusione tra il pubblico, valutata da Borsa Italiana.
- Rettifiche in occasione di eventi straordinari che riguardino la società, così da neutralizzarne gli effetti.
- Comunicazione del rating, se pubblico e rilasciato da un'agenzia di rating nei 12 mesi prima della domanda di ammissione.
- Le azioni devono essere rese disponibili entro il decimo giorno di mercato aperto del primo mese successivo alla presentazione della richiesta.

## Requisiti per i warrant
I requisiti che i warrant devono avere per essere ammessi allo scambio sono:
- Circolazione autonoma.
- Le azioni derivanti dall'esercizio dei warrant devono essere rese disponibili entro il decimo giorno di mercato aperto del mese successivo alla richiesta.
- Rettifiche in occasione di eventi straordinari riguardanti la società, per neutralizzarne gli effetti.
- Adeguata diffusione, valutata da Borsa Italiana.